# Paruwrobates whymperi
Paruwrobates whymperi es una especie de anfibio anuro de la familia Dendrobatidae. Esta especie es endémica del Ecuador. Habita en Tanti y San Francisco de Las Pampas entre los 600 y 1800 m de altitud.
Los machos miden de 21 a 23 mm. Esta especie lleva el nombre en honor a Edward Whymper.

## Publicación original
- Boulenger, 1882 : Account of the reptiles and batrachians collected by Mr. Edward Whymper In Ecuador in 1879-80. Annals and Magazine of Natural History, sér. 5, vol. 9, n.º 54, p. 457-467[2]